# Otto Lindpaintner

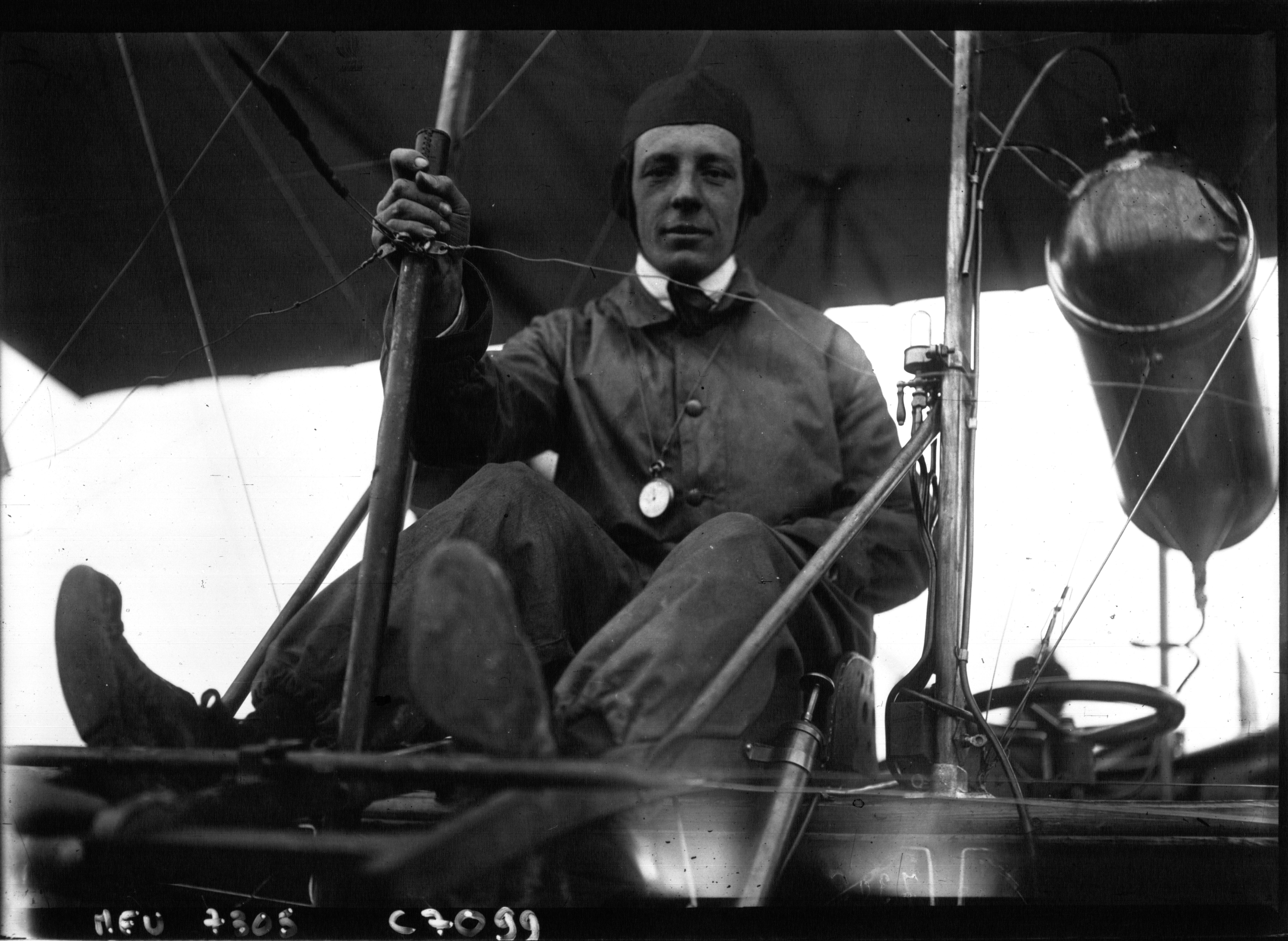
Reims, France, 1910

Otto Erich Lindpaintner (auch: Otto Erik Lindpaintner; * 2. März 1885 in München; † 22. Juli 1976 ebenda) war ein deutscher Arzt, Flugpionier und Rennfahrer.

## Leben
Otto Lindpaintner, Sohn des Münchner Arztes Julius Christian August Lindpaintner (1850–1892) und seiner Frau Maria „Mary“ Louise, geborene Hoose (1865–1929), später Stiefsohn des Malerfürsten Franz von Stuck, machte 1903 sein Abitur am Wilhelmsgymnasium München. Er studierte im Sommersemester 1904 an der Philosophischen Fakultät der Universität München, dann studierte er Medizin, u. a. an der Universität München, und wurde 1921 über [e]in[en] Fall von Bulbärapoplexie promoviert.
Zwischen 1910 und 1914 errang er auf verschiedenen eigenen Flugapparaten zahlreiche Preise. Spektakulär war sein Flug über der Theresienwiese während des Oktoberfestes, wofür ihm der Münchener Magistrat in einer außerordentlichen Sitzung die Silberne Oktoberfest-Medaille verlieh.
1914 musste er den Flugsport aufgeben, als bei seiner Musterung eine Störung des Gleichgewichtssinns festgestellt wurde. Im gleichen Jahr heiratete er Christine „Tina“ Matejak (1886–1967). Danach widmete er sich Autorennen und arbeitete später als Arzt.